# Caradrina derogata
Caradrina derogata là một loài bướm đêm trong họ Noctuidae.